# Vasil Evtimov
Vasil Iliev "Vasco" Evtimov (Sofía, Bulgaria, 30 de enero de 1977) es un exjugador de baloncesto búlgaro nacionalizado francés. Jugaba en la posición de pívot. Es el hermano mayor del también jugador de baloncesto Ilian Evtimov.

## Trayectoria
Vasco Evtimov es pívot duro, buen reboteador y defensor, muy sobrio en su juego y, por lo tanto, nada espectacular.

## Selección nacional
Ha sido internacional con la Selección de baloncesto de Bulgaria, tanto a nivel absoluto como en niveles inferiores. Disputó el Campeonato Europeo de Baloncesto Masculino de 2005 celebrado en Serbia y Montenegro, en el que su selección no pasó la primera fase y el Campeonato Europeo de Baloncesto Masculino de 2009 en Polonia.

## Clubes
- Angers BC 49 (1991-1992)
- Universidad de North Carolina (1996-1997)
- Pau-Orthez (1997-1998)
- Universidad de North Carolina (1998-1999)
- AO Dafni (1999-2000)
- Maroussi BC (2000-2001)
- Fortitudo Bologna (2001-2002)
- Ural Great Perm (2002)
- ASVEL Lyon-Villeurbanne (2002-2003)
- CB Sevilla (2003-2005)
- Virtus Roma (2005)
- Union Olimpija (2005)
- Orlandina Basket (2006)
- Fortitudo Bologna (2006-2007)
- CB Valladolid (2007-2008)
- Levski Sofia (2008)
- Pallacanestro Reggiana (2008-2009)
- Khimik-OPZ Yuzhny (2009)
- Panionios BC  (2009-2010)
- AEL Limassol (2010)
- Mitteldeutscher BC (2010-2011)
- Paris-Levallois (2011)
- Levski Sofia (2011-2012)
- Limoges CSP  (2012-2013)
- Basket Club d'Orchies  (2013-2014)
- Levski Sofia (2015-2016)